# Kea Bouman
Cornelia (Kea) Tiedemann-Bouman (Almelo, 23 november 1903 – Delden, 17 november 1998) was een Nederlands tennisspeelster. Zij is nog altijd de enige Nederlandse vrouw die ooit een grandslamtoernooi won in het enkelspel.

## Biografie

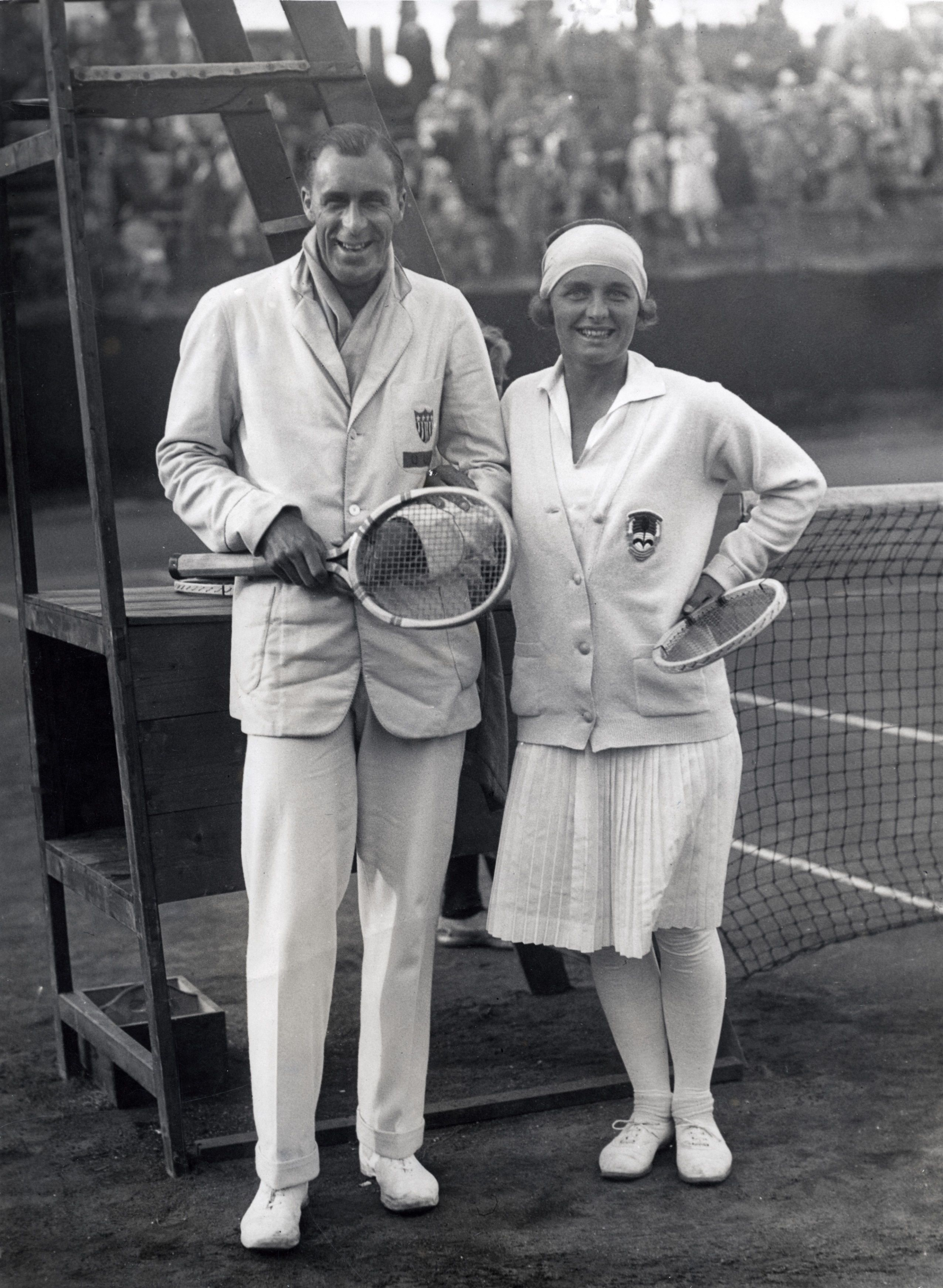
Bill Tilden en Bouman tijdens het Franse kampioenschap in 1927

Het hoogtepunt van haar carrière was de winst in het damesenkelspel bij het Franse kampioenschap van 1927. In de finale versloeg zij Irene Peacock uit Zuid-Afrika. Zij was daarmee de eerste Nederlandse winnaar van een grandslamtoernooi, en zou de enige blijven tot Richard Krajicek in 1996 Wimbledon won. 
Kea Bouman was al jong veel te sterk voor de concurrentie: omdat ze in Almelo weinig oefengelegenheid had, vertrok ze naar Den Haag, waar ze al snel tegen heren tenniste. Later speelde ze veel in het buitenland. Zij was een succesvol dubbelspeelster, vooral samen met landgenoot Henk Timmer.
In 1923, 1924, 1925 en 1926 werd zij kampioene van Nederland. In 1924 won zij met Henk Timmer de bronzen medaille in het gemengd dubbelspel op de Olympische Spelen in Parijs. Daarmee was zij de eerste Nederlandse vrouwelijke winnaar van een Olympische medaille.
Op Wimbledon behaalde zij een overwinning, die zij zelf als de mooiste uit haar loopbaan beschouwde: in een demonstratiepartij versloegen zij en de Britse Kitty Godfree de onverslaanbaar geachte Suzanne Lenglen en Elizabeth Ryan. In totaal werd Bouman veertien keer Nederlands kampioene. Op Wimbledon 1926 bereikte Kea Bouman de kwartfinale, haar beste prestatie op Wimbledon. Zij verloor van de Amerikaanse Molla Mallory met 6-3, 5-7 en 3-6.
In 1927 won Kea Bouman de Pacific Southwest Tennis Championships in Los Angeles, door in de finale Molla Mallory in drie sets te verslaan. Mallory gold  in die tijd als een wereldster in het tennis. In 1929 won Bouman het damesdubbelspeltoernooi op het Franse kampioenschap te Parijs met haar dubbelspelpartner Lilí Álvarez uit Spanje tegen de Zuid-Afrikaanse speelsters Bobbie Heine en Alida Neave; uitslag: 7-5 en 6-3.
Ook buiten de tennisbaan was Bouman een groot sportvrouw; zo was zij hockeyinternational en Nederlands kampioene golf. Van 1946 tot 1963 was zij bestuurslid van de Twentsche Golfclub.
Op 27 januari 1931 trad zij in Almelo in het huwelijk met Alexander Tiedemann, waarop zij haar actieve loopbaan beëindigde. Daarna woonde zij jarenlang in Nederlands-Indië en de Verenigde Staten. Zij overleed in 1998, vier dagen na haar dubbelspelpartner Timmer.

## Trivia
- Toen Bouman in 1927 in de Verenigde Staten verbleef lunchte zij een keer in Hollywood met Ramón Novarro, Douglas Fairbanks en Mary Pickford. Bij die gelegenheid werd haar prompt een hoofdrol in een film over damessport aangeboden, die er overigens nooit is gekomen.[5]
- In Arnhem is in de wijk Stadseiland een straat naar haar vernoemd.
- In Amsterdam is in de Sportheldenbuurt op het Zeeburgereiland een straat naar haar vernoemd.[6]
- In Haarle is een tennisbaan naar haar vernoemd bij het landgoed "De Sprengenberg", gesticht door haar grootvader Arnold Albert Willem van Wulfften Palthe jr.[7]
- In Tilburg is in de wijk Stappegoor een straat naar haar vernoemd.

## Resultaten grandslamtoernooien
| Legenda | Legenda                          |
| ------- | -------------------------------- |
| g.t.    | geen toernooi gehouden           |
| l.c.    | lagere categorie                 |
| –       | niet deelgenomen                 |
| G       | uitgeschakeld in de groepsfase   |
| 1R      | uitgeschakeld in de eerste ronde |
| 2R      | uitgeschakeld in de tweede ronde |
| 3R      | uitgeschakeld in de derde ronde  |
| 4R      | uitgeschakeld in de vierde ronde |
| KF      | uitgeschakeld in de kwartfinale  |
| HF      | uitgeschakeld in de halve finale |
| F       | de finale verloren               |
| W       | het toernooi gewonnen            |
| w-v     | winst/verlies-balans             |

### Enkelspel
| Toernooi        | 1923 | 1924 | 1925 | 1926 | 1927 | 1928 | 1929 |
| --------------- | ---- | ---- | ---- | ---- | ---- | ---- | ---- |
| Australian Open | –    | –    | –    | –    | –    | –    | –    |
| Roland Garros   | –    | –    | –    | HF   | W    | HF   | 1R   |
| Wimbledon       | 2R   | 1R   | 2R   | KF   | 4R   | 3R   | 3R   |
| US Open         | –    | –    | –    | –    | –    | –    | –    |

### Vrouwendubbelspel
| Toernooi        | 1926 |    | 1928 | 1929 |
| --------------- | ---- | -- | ---- | ---- |
| Australian Open | –    | –  | –    |      |
| Roland Garros   | KF   | KF | W    |      |
| Wimbledon       | –    | KF | KF   |      |
| US Open         | –    | –  | –    |      |

### Gemengd dubbelspel
| Toernooi        | 1928 | 1929 |
| --------------- | ---- | ---- |
| Australian Open | –    | –    |
| Roland Garros   | 2R   | 3R   |
| Wimbledon       | –    | –    |
| US Open         | –    | –    |